# Берті Фогтс
Ганс-Губерт Фогтс (нім. Hans-Hubert Vogts; 30 грудня 1946, Бюттген), більш відомий як Берті Фогтс (нім. Berti Vogts) — колишній німецький футболіст, що грав на позиції захисника. По завершенні ігрової кар'єри — футбольний тренер.
Як гравець насамперед відомий виступами за «Боруссію» (Менхенгладбах), в якій провів всю кар'єру, а також національну збірну ФРН, у складі якої ставав чемпіоном світу та чемпіоном Європи.

## Кар'єра в клубах
Берті Фогтс почав свій шлях у футболі 1959 року у складі дитячої команди «Бюттгена». У складі цього клубу він виступав аж до переходу в «Боруссію» (Менхенгладбах) 1965 року. У цій команді він і провів всю свою кар'єру на високому рівні, виступаючи на позиції правого захисника.
В 1970-х роках він був одним з ключових гравців команди. За ігрові якості Фогтс дістав прізвисько «Тер'єр». За кар'єру з клубом він п'ять разів ставав чемпіоном Німеччини, один раз виграв кубок країни та двічі кубок УЄФА.

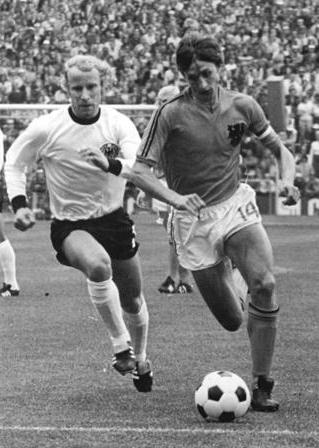
Берті Фогтс (ліворуч) у боротьбі проти Йогана Кройфа на домашньому мундіалі 1974 року

Всього за кар'єру Берті Фогтс провів 419 матчів та забив 32 м'ячі в чемпіонаті Німеччини, також на його рахунку 64 гри і 8 м'ячів у єврокубках.
Кар'єру гравця Берті Фогтс завершив 1979 року.

## Кар'єра в збірній
Берті Фогтс зіграв 9 матчів за юніорські збірні ФРН і 3 гри за збірну ФРН до 23 років.
1967 року дебютував в офіційних матчах у складі національної збірної ФРН, в якій майже відразу став основним гравцем захисту.
Влітку 1970 року вперше був включений до збірної на чемпіонату світу у Мексиці, на якому команда здобула бронзові нагороди, а вже за два роки збірна виграла Євро-1972 у Бельгії.
1974 року Берті Фогтс став чемпіоном світу з футболу на домашньому мундіалі, у фіналі закривши провідного гравця збірної Нідерландів Йогана Кройфа.
Ще через два роки збірна на чемпіонаті Європи 1976 року в Югославії з Берті дійшла до фіналу турніру, де несподівано уступила в серії пенальті збірній Чехословаччини.
Останнім великим турніром для Фогтса став чемпіонату світу 1978 року в Аргентині, в якому збірна вилетіла в другому груповому етапі.
Фогтс є одним з лідерів за кількістю матчів за збірну в історії німецького футболу. Протягом кар'єри у національній команді, яка тривала 12 років, провів у формі головної команди країни 96 матчів, забивши 1 гол. У 20 матчах він виходив на поле з капітанською пов'язкою. Єдиний гол забив ударом головою збірній Мальти у 1976 році.

## Кар'єра тренера

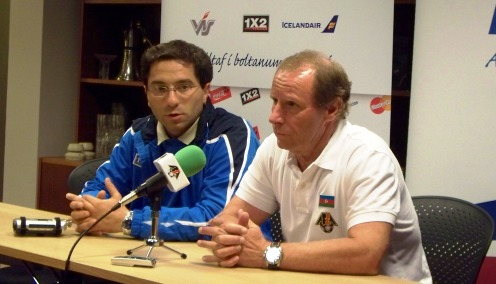
Берті Фогтc під час прес-конференції після закінчення товариського матчу Ісландія — Азербайджан. Рейк'явік, 20 червня 2008

Після закінчення ігрової кар'єри Фогтс почав працювати тренером молодіжної збірної ФРН.
З 1986 року він паралельно виконував функції асистента головного тренера в першій збірній, а 1990 року очолив збірну Німеччини. 1996 року він привів Німеччину до перемоги на чемпіонаті Європи в Англії. 1996 року міжнародною федерацією футбольної історії та статистики був заснований новий футбольний приз — титул найкращого тренера планети серед наставників національних збірних. Його першим володарем став німець Берті Фогтс.
Пост головного тренера він залишив після чемпіонату світу 1998, коли збірна Німеччини сенсаційно була розгромлена збірною Хорватії в 1/4 фіналу.
У листопаді 2000 року Фогтс очолив леверкузенський «Баєр 04», але вже в травні 2001 року він був звільнений, незважаючи на успішний виступ команди в Лізі чемпіонів.
У серпні того ж року він очолив збірну Кувейту, але через півроку залишив цей пост, прийнявши пропозицію очолити національну збірну Шотландії. На цій посаді він протримався до жовтня 2004 року. Збірна не давала результат та після нічиєї зі збірною Молдови він був змушений подати у відставку.
15 січня 2007 року Берті Фогтс змінив на посту головного тренера збірної Нігерії Агустіна Егуавона, але вже через рік команда вилетіла з КАН-2008 на стадії чвертьфіналу, через що Фогтс змушений був піти у відставку.
У квітні 2008 року змінив на посту головного тренера збірної Азербайджану Гоко Хаджиєвського, проте і тут не здобув з командою жодний позитивних результатів.
- Навесні 2014 напередодні Чемпіонату світу головний тренер національної збірної США Юрген Клінсман запросив Берті Фогтса на посаду радника американської збірної паралельно до його обов'язків в азербайджанській збірній[3][4].

## Статистика

### Клубна
| Сезон     | Клуб                       | Ліга       | Ігор | Голів | Ігор  | Голів | Ігор | Голів | Ігор      | Голів     | Ігор   | Голів  |
| Німеччина | Німеччина                  | Німеччина  | Ліга | Ліга  | Кубок | Кубок | Інше | Інше  | Єврокубки | Єврокубки | Всього | Всього |
| --------- | -------------------------- | ---------- | ---- | ----- | ----- | ----- | ---- | ----- | --------- | --------- | ------ | ------ |
| 1965–66   | «Боруссія» (Менхенгладбах) | Бундесліга | 34   | 0     | 2     | 0     | —    | —     | —         | —         | 36     | 0      |
| 1966–67   | «Боруссія» (Менхенгладбах) | Бундесліга | 34   | 1     | 1     | 0     | —    | —     | —         | —         | 35     | 1      |
| 1967–68   | «Боруссія» (Менхенгладбах) | Бундесліга | 34   | 6     | 3     | 0     | —    | —     | —         | —         | 37     | 6      |
| 1968–69   | «Боруссія» (Менхенгладбах) | Бундесліга | 34   | 8     | 2     | 0     | —    | —     | —         | —         | 36     | 8      |
| 1969–70   | «Боруссія» (Менхенгладбах) | Бундесліга | 34   | 5     | 3     | 1     | —    | —     | —         | —         | 37     | 6      |
| 1970–71   | «Боруссія» (Менхенгладбах) | Бундесліга | 34   | 1     | 4     | 0     | —    | —     | 4         | 2         | 42     | 3      |
| 1971–72   | «Боруссія» (Менхенгладбах) | Бундесліга | 19   | 1     | 2     | 0     | —    | —     | 4         | 0         | 25     | 1      |
| 1972–73   | «Боруссія» (Менхенгладбах) | Бундесліга | 34   | 3     | 9     | 0     | —    | —     | 12        | 2         | 55     | 5      |
| 1973–74   | «Боруссія» (Менхенгладбах) | Бундесліга | 27   | 3     | 3     | 0     | —    | —     | 7         | 1         | 37     | 4      |
| 1974–75   | «Боруссія» (Менхенгладбах) | Бундесліга | 34   | 0     | 2     | 0     | —    | —     | 12        | 2         | 48     | 2      |
| 1975–76   | «Боруссія» (Менхенгладбах) | Бундесліга | 34   | 1     | 4     | 1     | —    | —     | 6         | 0         | 44     | 2      |
| 1976–77   | «Боруссія» (Менхенгладбах) | Бундесліга | 27   | 1     | 1     | 0     | —    | —     | 9         | 1         | 37     | 2      |
| 1977–78   | «Боруссія» (Менхенгладбах) | Бундесліга | 34   | 2     | 5     | 0     | —    | —     | 8         | 0         | 47     | 2      |
| 1978–79   | «Боруссія» (Менхенгладбах) | Бундесліга | 6    | 0     | 1     | 0     | —    | —     | 3         | 0         | 10     | 0      |
| Загалом   | Загалом                    | Загалом    | 419  | 32    | 42    | 2     | —    | —     | 65        | 8         | 526    | 42     |

### Збірна

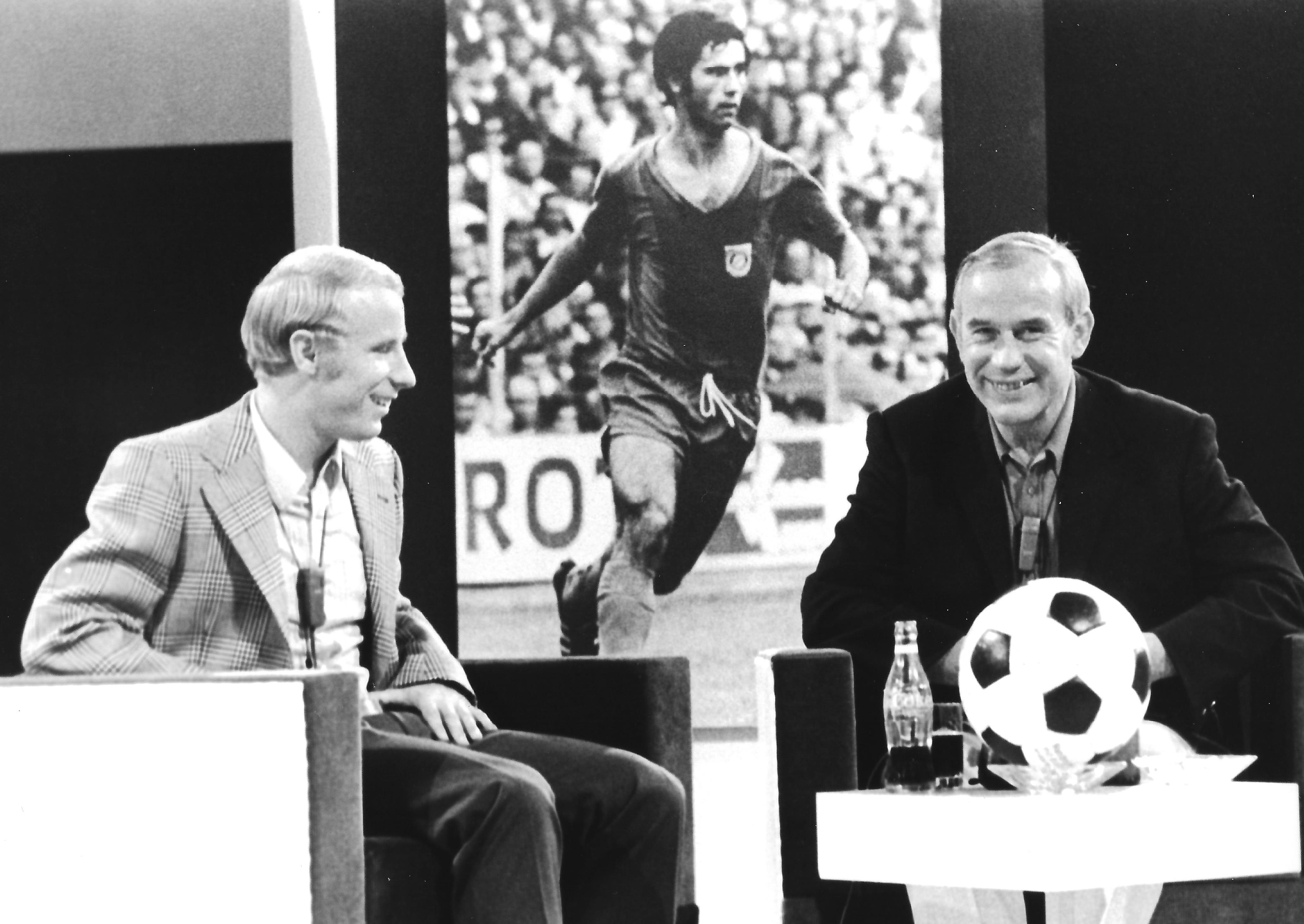
Фогтс (ліворуч) і Геннес Вайсвайлер на шоу у Дюссельдорфі. 1970 рік

| Збірна Німеччини | Збірна Німеччини | Збірна Німеччини |
| Роки             | Ігри             | Голи             |
| ---------------- | ---------------- | ---------------- |
| 1967             | 2                | 0                |
| 1968             | 11               | 0                |
| 1969             | 7                | 0                |
| 1970             | 14               | 0                |
| 1971             | 7                | 0                |
| 1972             | 1                | 0                |
| 1973             | 5                | 0                |
| 1974             | 14               | 0                |
| 1975             | 7                | 0                |
| 1976             | 7                | 1                |
| 1977             | 11               | 0                |
| 1978             | 10               | 0                |
| Загалом          | 96               | 1                |

## Титули і досягнення

### Як гравця
- Чемпіон Німеччини (5):

«Боруссія» (Менхенгладбах): 1969-70, 1970-71, 1974-75, 1975-76, 1976-77
- Володар Кубка Німеччини (1):

«Боруссія» (Менхенгладбах): 1972-73
- Володар Кубка УЄФА (2):

«Боруссія» (Менхенгладбах): 1974-75, 1978-79
- Чемпіон Європи (1):

ФРН: 1972
- Віце-чемпіон Європи (1):

ФРН: 1976
- Чемпіон світу (1):

ФРН: 1974
- Бронзовий призер чемпіонату світу: 1970

### Як тренера
- Чемпіон Європи (1):

ФРН: 1996
- Віце-чемпіон Європи (1):

ФРН: 1992

### Індивідуальні
- Футболіст року в Німеччині: 1971
- Найкращий тренер збірної: 1996